# Herman To Paivu
Herman To Paivu (ur. 1912 w Tapo, zm. 12 lutego 1981) – melanezyjski duchowny rzymskokatolicki, pierwszy arcybiskup Port Moresby pochodzący z Papui-Nowej Gwinei.

## Biografia
Herman To Paivu urodził się w 1912 w Tapo na Melanezji. 15 listopada 1953 otrzymał święcenia prezbiteriatu i został kapłanem wikariatu apostolskiego Rabaul.
1 lipca 1974 papież Paweł VI mianował go biskupem pomocniczym archidiecezji Port Moresby oraz biskupem tytularnym Temuniany. 29 października 1974 przyjął sakrę biskupią z rąk arcybiskupa Rabaulu Johannesa Höhne MSC. Współkonsekratorami byli arcybiskup Port Moresby Virgil Patrick Copas MSC oraz biskup pomocniczy Port Moresby Louis Vangeke MSC.
19 grudnia 1975 papież mianował go arcybiskupem Port Moresby. Ingres odbył 25 kwietnia 1976. W 1977 decyzją Elżbiety II został kawalerem Orderu św. Michała i św. Jerzego. Zmarł 12 lutego 1981.